# Буркард II фон Хорбург
Буркард II фон Хорбург (на немски: Burkard II von Horburg; † сл. 13 февруари 1332) е господар на Хорбург в Долна Саксония.

## Произход
Той е син на Буркард фон Хорбург († 1315) и съпругата му Аделхайд фон Фрайбург († 1300), вдовица на граф Готфрид I фон Хабсбург-Лауфенбург († 1271), дъщеря на граф Конрад I фон Урах-Фрайбург († 1271/1272) и графиня София фон Хоенцолерн († 1252/ок. 1270). Внук е на Валтер фон Хорбург († 1258) и фон Геролдсек.

## Фамилия
Буркард II фон Хорбург се жени пр. 26 юли 1315 г. за Луция фон Раполтщайн († 26 април 1334), дъщеря на Анселм II фон Раполтщайн († 1311) и графиня и ландграфиня Елизабет фон Верд от Елзас († 1298). Те имат децата:
- Катарина фон Хорбург († сл. 1336), омъжена за Хайнрих III фон Геролдсек (* пр. 1334; † 1376/1378), син на Валтер V фон Геролдсек († 1362) и Анна фон Фюрстенберг († 1345).
- Хайнзелин (Йохан) фон Хорбург
- Йохан фон Хорбург